# Атилект
Атиле́кт (ранее — Атилект. CMS) — коммерческая система управления содержанием (CMS), разработанная российской компанией «Атилект» в 2011 году. Разработан на языке программирования C# платформы Microsoft .NET Framework 4.0 и использует базу данных Microsoft SQL Server 2012. Также разработчики предоставляют облачный интернет-сервис для создания веб-сайтов (SaaS) на базе данной CMS.
«Атилект» — первый сервис, прошедший успешное официальное тестирование Microsoft на совместимость с операционной системой Microsoft 2003 Server и СУБД MS SQL Server 2005.
В 2016 году запущена новая партнерская программа Partners.Atilekt.NET на базе облачного интернет-сервиса Atillekt.NET.

## Модули
АТИЛЕКТ имеет набор из 50 модулей, каждый из которых может быть переработан под конкретный сайт и 125 вариантов уникальных дизайнов. Система доступна в 6 вариантах для создания сайтов разных ценовых категорий как с оплатой за лицензию, так и в виде ежемесячной аренды от 290 рублей в месяц. Аренда включает в себя хостинг в Windows Azure, почту, домен второго уровня и систему управления сайтом АТИЛЕКТ. Модуль многоязычен и позволяет создавать сайты на любом языке мира. Внутренний интерфейс CMS доступен на русском и английском языках.

## Интеграция
Редакция интернет-магазина «АТИЛЕКТ» включает такие модули как: «Мои заказы», «С этим товаром покупают», «Динамический фильтр по каталогу товаров», «Платёжные системы ROBOKASSA, QIWI Кошелёк, PayPal, Google Checkout», «Сравнение товаров», «Расчёт стоимости доставки товара», «Модуль создания 3D фото товаров».
Так же возможна интеграция с системами «1С:Предприятие» и Microsoft Office SharePoint Server.

## Оценки
Атилект. CMS попала в рейтинг лучших коммерческих CMS по результатам исследования «CMS для SEO 2011», проводимого учебным центром «ТопЭксперт», . На 2011 год Атилект была единственной CMS из данного рейтинга, которая имела интеграцию с сервисом Яндекс. Вебмастер.